# دولة جبل القلال
دولة جبل القلال   دولة أسّسها المسلمون شمال مَرسيلية، وامتدت من ساحل البحر الأبيض المتوسط جنوباً حتى سويسرا شمالاً، وقد ضمّت شمال إيطاليا وجنوب شرق فرنسا وأجزاء من سويسرا، ودامت أيامها من عام 277 للهجرة وحتى 365 للهجرة (890 - 975 للميلاد). ظنّ ملوك أوروبا أن لهذه الدولة علاقة بالإمارة الإسلامية في الأندلس، والحقيقة أنها لم تكن على علاقة بها.